# Мардук-апла-іддіна I
Мардук-апла-іддіна I (д/н — бл. 1159 до н. е.) — цар Вавилону близько 1171—1159 до н. е. Зазнав поразок від Ассирії та Еламу. Відомий також своїми кудурру.

## Життєпис
Походив з Каситської (III Вавилонської) династії. Син царя Мелі-Шипаке. Посів трон близько 1171 року до н. е. На той час Ассирія під орудою царя Ашшур-дана I відновила свою потугу. У війні з останнім Мардук-апла-іддін I близько 1166 року до н. е. зазнав поразки й втратив область у долині Малого Забу.
Скориставшись з цього, проти Вавилону виступив еламський цар Шутрук-Нахунте I (швагро вавилонського царя), який розграбував основні міста на півдні Вавилонії й став загрожувати самій столиці царства. За цих обставин Мардук-апла-іддіна I було повалено Забаба-шум-іддіном.